# Hojo Sadaaki

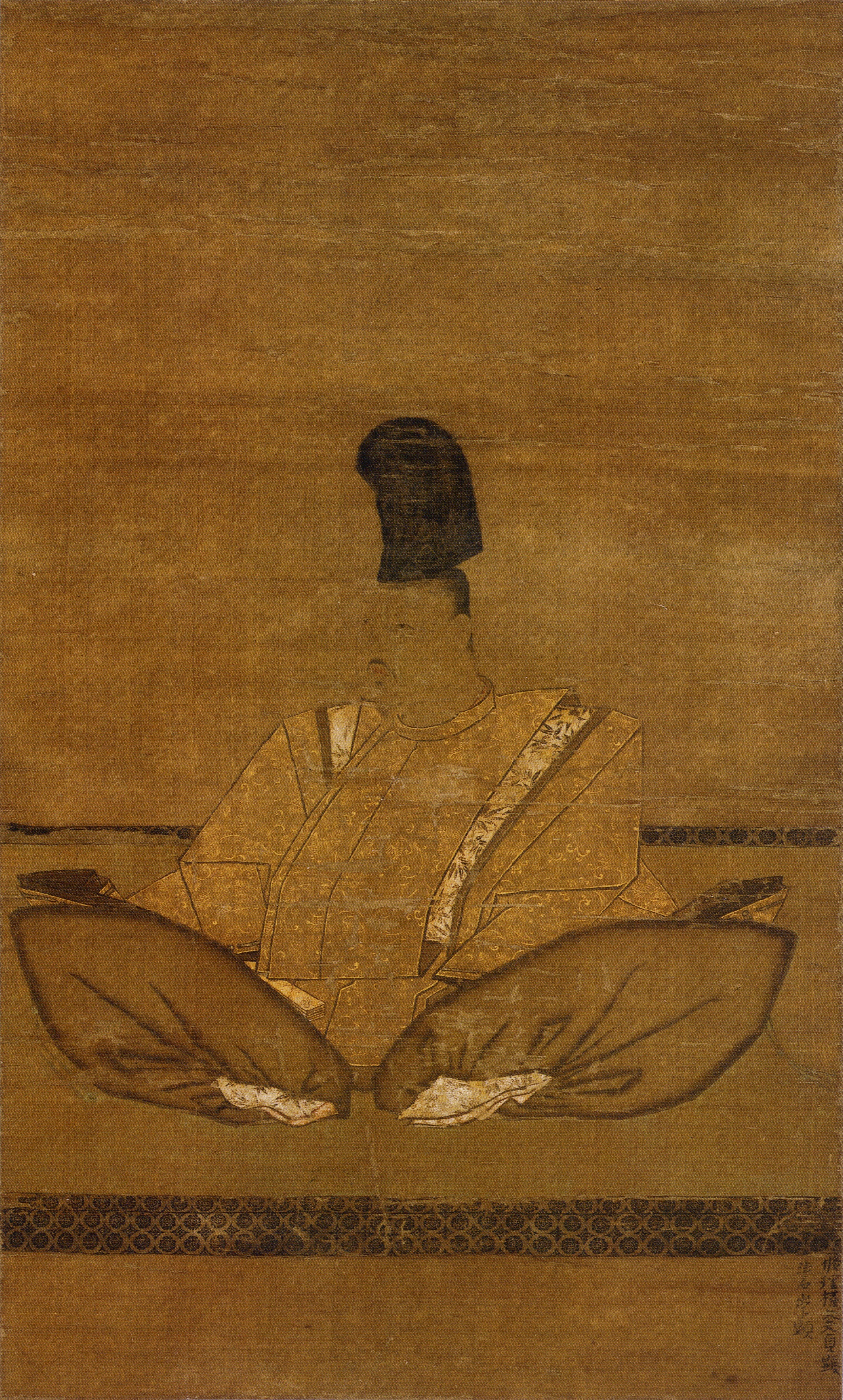

Hojo Sadaaki (Japans: 北条貞顕) (1278 - 4 juli 1333) van de Hojo-clan was de vijftiende shikken (regent) van het Japanse Kamakura-shogunaat en heerste een korte tijd in 1326. Hij was de twaalfde rensho (assistent van de shikken) van 1315 tot zijn aantreden als shikken in 1326. Hij was de dertiende kitakata rokuhara tandai (hoofd binnenlandse veiligheid te Kioto) van 1311 tot zijn aantreden als rensho in 1314. Hij was de achtste Minamikata rokuhara tandai (lager hoofd binnenlandse veiligheid te Kioto) van 1302 tot 1308. 
De echte macht tijdens het regentschap van Sadaaki lag in handen van de tokuso (hoofd van de Hojo-clan), Hojo Takatoki, die heerste van 1311 tot 1333.   
Sadaaki zou een van de leiders zijn van de Hojo-clan tijdens het Beleg van Kamakura (1333). De Hojo verloren deze slag, wat het einde zou betekenen van de macht van de Hojo-clan.  